# Fahmida Mirza
Fahmida Mirza ou Fehmida Mirza (en ourdou : فہمیدہ مرزا), née le 20 décembre 1956 à Karachi, est une médecin, femme d'affaires et femme politique pakistanaise. Le 19 mars 2008, elle devient la première femme élue présidente de l'Assemblée nationale du Pakistan, poste qu'elle occupe jusqu'en 2013. 
Influente dans le district de Badin, à l'instar de son époux Zulfiqar Mirza, elle est longtemps une importante membre du Parti du peuple pakistanais. Entrant en conflit avec celui-ci, elle le quitte en 2018 pour rejoindre la Grande alliance démocratique et est élue députée puis intègre le gouvernement d'Imran Khan en tant que ministre de la coordination provinciale.

## Famille et études
Fahmida Mirza née le 20 décembre 1956 à Karachi, capitale provinciale du Sind. Son père Qazi Abdul Majeed Abid est un journaliste et homme politique influent à Hyderabad. Elle épouse Zulfiqar Mirza, également un homme politique influent de la province du Sind.
Elle suite des études de médecine à Hyderabad puis Jamshoro, où elle obtient un Bachelors of Medicine and Surgery en 1982. Elle est aussi une femme d'affaires alors qu'elle dirige l'entreprise familiale Mirza Sugar Mills. 

## Carrière politique

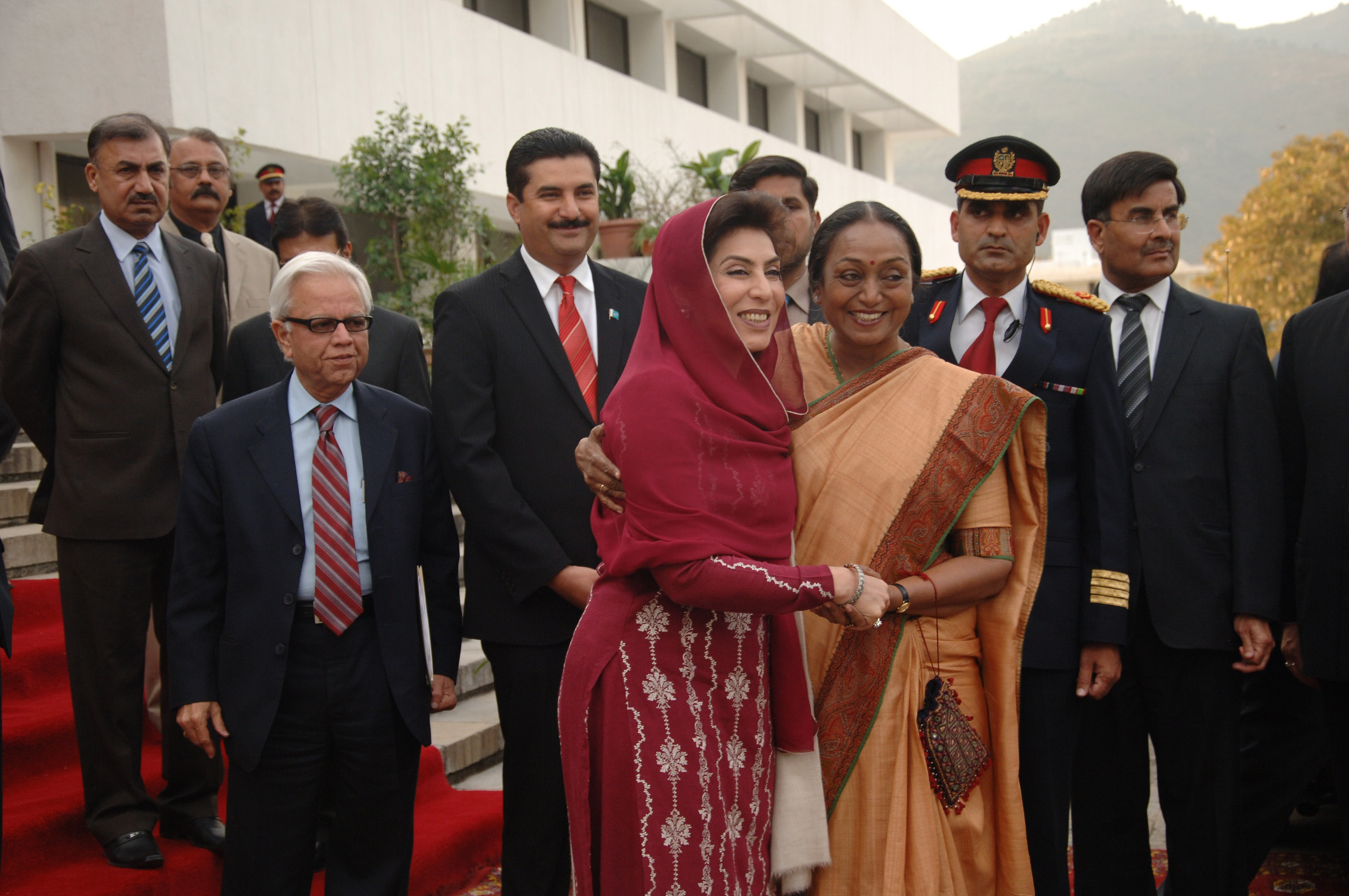
Fahmida Mirza et son homologue indienne Meira Kumar en 2012.

Fahmida Mirza a été élue députée de l'Assemblée nationale dans une circonscription du district de Badin durant les élections législatives de 1997, de 2002, de 2008, de 2013 et celles de 2018.
Durant les élections 2008, elle a été réélue dans sa circonscription le 18 février 2008 avec 76 % des voix face à dix autres candidats, alors que sa formation le Parti du peuple pakistanais remporte le scrutin. Elle est élue le 19 mars 2008 présidente de l'Assemblée nationale avec 249 voix sur les 342 sièges de l'Assemblée, obtenant le soutien de la coalition réunissant entre autres les deux principaux partis arrivés en tête aux élections de février 2008. Elle reste à la tête de l'Assemblée nationale jusqu'à la prise de fonction de la nouvelle législature en juin 2013.
À l'occasion des élections législatives de 2018, alors que son époux Zulfiqar Mirza est en conflit avec le PPP, le couple prend ses distances avec le parti en se présentant sous l'étiquette de la Grande alliance démocratique dominée par la Ligue musulmane du Pakistan (F), rivale du PPP dans la province du Sind. La ligue concède à la famille Mirza cinq candidatures sur les sept disponibles à Badin. Elle est réélue de justesse, avec 47 % des voix et seulement quelques centaines de votes d'avance avec le candidat du PPP. Son mari perd en revanche son siège de député provincial mais l'un de ses fils en remporte un autre. 
Alors que son nouveau parti rejoint la coalition gouvernementale autour du Mouvement du Pakistan pour la justice, Fahmida est nommée ministre fédérale de la coordination provinciale dans le cabinet du Premier ministre Imran Khan le 20 août 2018.

## Résultats électoraux détaillés

### 2008
| Candidat                     | Parti                           | Voix    | %       |
| ---------------------------- | ------------------------------- | ------- | ------- |
| Fahmida Mirza                | Parti du peuple pakistanais     | 88 983  | 76,16 % |
| Bibi Yasmeen Shah            | Ligue musulmane du Pakistan (Q) | 24 488  | 20,96 % |
| Molvi Fateh Mohammad Maheri  | Indépendant                     | 2 159   | 1,85 %  |
| Abdullah Sheedi              | Ligue musulmane du Pakistan (N) | 372     | 0,32 %  |
| Autres candidats             | -                               | 842     | 0,71 %  |
| Total (participation : 42 %) | Total (participation : 42 %)    | 116 844 | 100 %   |

### 2018
| Candidat                       | Parti                          | Voix    | %       |
| ------------------------------ | ------------------------------ | ------- | ------- |
| Fahmida Mirza                  | Grande alliance démocratique   | 94 988  | 46,94 % |
| Haji Rasool Bux Chandio        | Parti du peuple pakistanais    | 93 991  | 46,45 % |
| Fateh Muhammad                 | Muttahida Majlis-e-Amal        | 7 453   | 3,68 %  |
| Autres candidats               | -                              | 5 919   | 2,93 %  |
| Total (participation : 58,2 %) | Total (participation : 58,2 %) | 202 351 | 100 %   |